# 'Til I Get It Right
 'Til I Get it Right is een single uit 1973, geschreven door Red Lane en Larry Henley en gezongen door Tammy Wynette. Het was de twaalfde single van Wynette die de eerste positie in de Amerikaanse hitlijsten behaalde.

## Hitlijsten
| Hitlijst (1972–1973)                | Hoogste positie |
| ----------------------------------- | --------------- |
| VS Billboard Hot Country Singles    | 1               |
| VS Billboard Bubbling Under Hot 100 | 8               |
| Canadese RPM Country Tracks         | 1               |